# Omorgus inflatus
Omorgus inflatus là một loài bọ cánh cứng trong họ Trogidae.

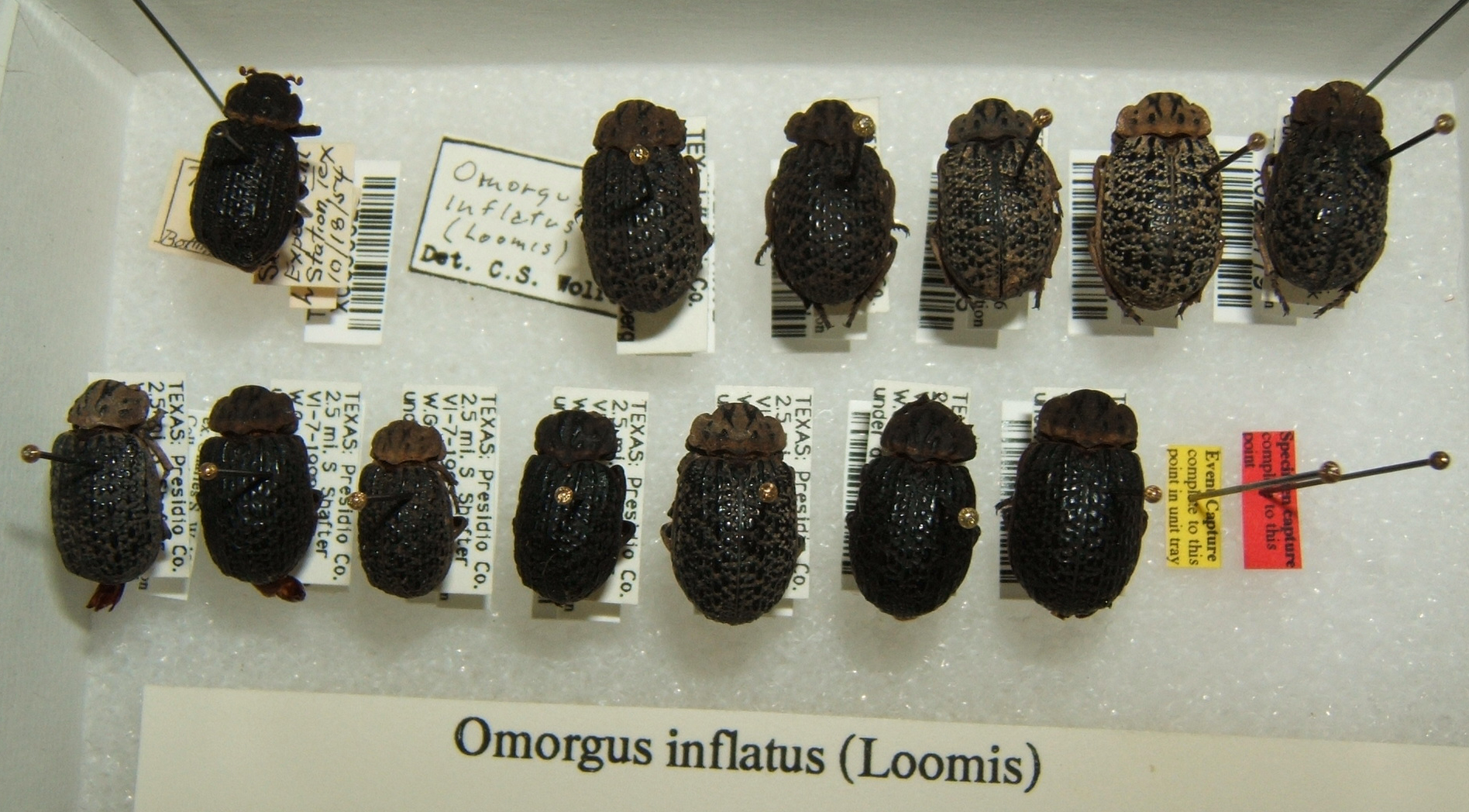
Omorgus inflatus variation